# شرعية الأعلام النازية بعد الحرب العالمية الثانية

3:5علم الحزب النازي (1920–45)
مع دائرة مركزية وصليب معقوف، العلم الوطني لألمانيا (1933-1945)

3:5 العلم الوطني السابق من عام 1867 إلى عام 1918. استخدم بالاشتراك مع علم الصليب المعقوف (1933-1935), ثم حظره النظام باعتباره "رجعيًا". في ألمانيا، يستخدم النازيون الجدد العلم إلى جانب الصليب الحديدي ونسر خدمة الرايخ كبديل للعلم النازي المحظور.

يخضع استخدام أعلام الرايخ الألماني الثالث (1933-1945) حاليًا للقيود القانونية في عدد من البلدان.
في حين أن عرض الأعلام المرتبطة بالحكومة النازية (انظر: الأعلام النازية) أمر قانوني في غالبية البلدان, في العديد من البلدان الأوروبية يخضع للتقييد أو الحظر التام.
تستخدم العديد من أعلام النازية رمز الصليب المعقوف; ومع ذلك، لم يتم استخدام الصليب المعقوف دائمًا فيما يتعلق بحركة حزب العمال الوطني الاشتراكي الألماني أو الرايخ الثالث الألماني أو الجيش الألماني المشترك في 1933-1945. خارج النازية، يعود استخدام الصليب المعقوف إلى ما قبل الرايخ الألماني الثالث بحوالي 3,000 عام. من الممكن عرض بعض الصليب المعقوف غير النازي حتى في المناطق التي يُحظر فيها استخدام الصليب المعقوف النازي.

## آسيا

### إسرائيل
استخدام الرموز النازية قانوني في إسرائيل. بدأ التشريع المتعلق بهذه الرموز في أوائل عام 2012 ولكن لم يصدر أي قانون.

## شمال أمريكا

### كندا
لا يوجد في كندا أي تشريع يقيد على وجه التحديد ملكية الأعلام النازية أو عرضها أو شرائها أو استيرادها أو تصديرها. ومع ذلك، فإن الأقسام 318-320 من القانون الجنائي, الذي تبناه البرلمان الكندي في عام 1970 وتستند في جزء كبير منه إلى توصيات لجنة كوهين لعام 1965, توفر لوكالات إنفاذ القانون مجالًا واسعًا للتدخل إذا تم استخدام هذه الأعلام نقل الكراهية في مكان عام (خاصة الأقسام 319(1) و 319(2) و 319(7).

### الولايات المتحدة الأمريكية
يحمي العرض العام للأعلام النازية التعديل الأول لدستور الولايات المتحدة والذي أكدته قضية المحكمة العليا Texas v. جونسون, يضمن الحق في حرية التعبير.

## أوروبا

### النمسا
تحظر النمسا بشدة العرض العام و / أو انتشار جميع الشارات / الرموز، والشعارات, والزي الرسمي (الكامل أو الجزئي), والأعلام، وما إلى ذلك، المرتبطة بوضوح بحزب العمال الألماني الاشتراكي الوطني (NSDAP, المعروف باسم الحزب النازي) . توجد استثناءات قانونية للأعمال الفنية (بما في ذلك الكتب والأفلام والعروض المسرحية وألعاب الكمبيوتر والمعارض العامة التعليمية / التذكارية، وما إلى ذلك), ومع ذلك لا تنطبق هذه الاستثناءات إذا كان العمل المعني يروج للاشتراكية القومية (لأن هذا محظور بشكل عام في النمسا). تم تعديل القانون ليشمل بدائل معترف بها بشكل شائع أو صور معدلة قليلاً للرموز النازية. يُعاقب على انتهاكات قانون الشارات لعام 1960 (Abzeichengesetz1960), الذي يحظر العرض العام للرموز النازية، بما يصل إلى 4000 يورو - غرامة وسجن لمدة تصل إلى شهر واحد. ومع ذلك، إذا اعتبر الانتهاك محاولة لتعزيز الاشتراكية القومية، فسيتم تطبيق قانون الحظر لعام 1947 (Verbotsgesetz 1947), والذي يسمح بالسجن لمدة تصل إلى 10 سنوات.
الميداليات التجارية أو الزي الرسمي أو التذكارات الأخرى غير قانوني في النمسا.

### الجمهورية التشيكية
ليس لدى جمهورية التشيك أي تشريع يقيد ملكية الأعلام النازية أو عرضها أو شرائها أو استيرادها أو تصديرها; في الواقع، يجعل التشريع التشيكي حظر الاحتجاجات التي تنطوي على مثل هذه الأعلام أمرًا بالغ الصعوبة.
في عام 1991, في تشيكوسلوفاكيا, تم تعديل القانون الجنائي بـ 260 الذي يحظر الدعاية للحركات التي قيدت حقوق الإنسان والحريات، مستشهدة بالنازية والشيوعية. في وقت لاحق تم حذف الإشارات المحددة لهذه بسبب افتقارها إلى تعريف قانوني واضح. ومع ذلك، تم الاعتراف بالقانون نفسه على أنه دستوري.
لا يجوز للشرطة إلغاء مثل هذه الأحداث إلا عندما يتضح أن المتظاهرين يحرضون على الكراهية، والتي تعتبر غير قانونية في جمهورية التشيك. يرد التنظيم القانوني لجرائم الكراهية في الجمهورية التشيكية في القانون 140/1961 القانون الجنائي (المعدل بالقانون 175/1990).

### قبرص
لا يوجد في قبرص أي تشريع يهدف إلى تقييد ملكية أو عرض أو شراء أو استيراد أو تصدير الأعلام النازية، كما لا يسمح القانون الجنائي القبرصي صراحةً بأخذ دوافع عنصرية أو دوافع أخرى متحيزة في الاعتبار عند إصدار الحكم.
ومع ذلك، يمكن التعامل مع استخدام الأعلام النازية بطريقة من المحتمل أن تسبب التمييز أو الكراهية أو العنف بموجب تصديق قبرص على اتفاقية الأمم المتحدة للقضاء على جميع أشكال التمييز العنصري . يسمح هذا بمحاكمة أي شخص يعبر عن فكرة (علنًا، باستخدام أي وسيلة تقريبًا بما في ذلك الأعلام) التي تهين عرق أو دين أو عرق شخص آخر.[بحاجة لمصدر]

### إستونيا
في أوائل عام 2007, كان ريجيكوغو يباشر مشروع قانون لتعديل قانون العقوبات لجعل الاستخدام العام للرموز السوفيتية والنازية معاقبة إذا تم استخدامها بطريقة تزعج السلم العام أو تحرض على الكراهية. لم يدخل مشروع القانون حيز التنفيذ لأنه مر فقط بالقراءة الأولى في ريجيكوغو.

### فنلندا
لا يوجد لدى فنلندا تشريع محدد يهدف إلى التحكم في ملكية أو عرض أو شراء أو استيراد أو تصدير الأعلام النازية، ولكن القانون الجنائي (39/1889) (خاصة الفصل 11 «جرائم الحرب والجرائم ضد الإنسانية» القسم 8) يمكن تطبيقه عندما تكون الجريمة موجهة ضد شخص ينتمي إلى مجموعة قومية أو عرقية أو إثنية أو غيرها من المجموعات السكانية بسبب عضويته / عضويتها في هذه المجموعة.
لدى فنلندا أيضًا تاريخ من الصليب المعقوف للأعلام الحكومية والعسكرية. يمكن العثور على الأعلام التي تحتوي على الرمز في القوات الجوية الفنلندية, قوات الدفاع، وبعض أفواج الجيش ومدارس الطيران.

### فرنسا
في فرنسا، من غير القانوني عرض الأعلام والزي الرسمي والشارات النازية في الأماكن العامة، ما لم يكن ذلك لغرض فيلم تاريخي أو عرض أو صناعة أفلام أو عرض.
في أبريل 2000, رفعت الرابطة الدولية لمناهضة العنصرية ومعاداة السامية واتحاد الطلاب اليهود الفرنسيين (اتحاد الطلاب اليهود الفرنسيين) قضية ضد ياهو! التي اعترضت على بيع التذكارات النازية في فرنسا بالمزاد عبر موقع ياهو! على الإنترنت على أساس أنها خالفت المادة R645-1. أمر قاض فرنسي في البداية بـ ياهو! لاتخاذ إجراءات تجعل من المستحيل على المستخدمين في فرنسا الوصول إلى أي تذكارات نازية عبر موقع ياهو! موقع.

### ألمانيا
بعد الحرب العالمية الثانية، تم تعديل قانون العقوبات لجمهورية ألمانيا الاتحادية لحظر المواد الدعائية ورموز الأحزاب المحظورة والمنظمات الأخرى (StGB 86 و 86a). يتضمن هذا صراحةً مادة في تقاليد منظمة اشتراكية وطنية سابقة. يحظر إنتاج وتوزيع مثل هذه المواد، وكذلك العرض العام للرموز ذات الصلة. يمكن أن تكون العواقب القانونية غرامة أو السجن لمدة تصل إلى ثلاث سنوات.
الأمثلة هي الرموز النازية، مثل الصليب المعقوف وشعار SS. من القانوني استخدام الرموز للأغراض التعليمية والفنية.

### هنغاريا
تنظم المادة 335 من القانون C لعام 2012 بشأن القانون الجنائي المجري «استخدام رموز الشمولية», بما في ذلك الصليب المعقوف وشارات SS وصليب السهم والمطرقة والمنجل والنجمة الحمراء الخماسية.

### لاتفيا
في يونيو 2013, وافق برلمان لاتفيا على حظر عرض الرموز النازية في جميع المناسبات العامة. يشمل الحظر الأعلام والأناشيد والزي الرسمي والصليب المعقوف النازي.

### ليتوانيا
حظرت ليتوانيا الرموز النازية في عام 2008 (المادة 18818 من قانون الجرائم الإدارية) تحت التهديد بدفع غرامة. تحظر المادة 5 من قانون الاجتماعات الاجتماعات التي تتضمن صور النازيين والسوفيات. اعتبارًا من عام 2015, كانت القوانين سارية المفعول.

### بولندا
في عام 2009, تمت إضافة الفقرات من 2 إلى 4 في بولندا إلى المادة 256, التي تحظر الرموز الفاشية ما لم تُستخدم «كجزء من النشاط الفني أو التعليمي أو الجماعي أو الأكاديمي».[بحاجة لمصدر]

### روسيا
يحظر القانون الإداري الروسي الدعاية وإنتاج ونشر الرموز النازية وما يماثلها بغرامات تصل إلى 100,000 روبل.

### صربيا
في عام 2009, أصدرت صربيا قانونًا يحظر «تجليات المنظمات والجمعيات النازية الجديدة أو الفاشية, واستخدام رموز وشارات النازيين الجدد أو الفاشية».

### أوكرانيا
في عام 2015, أقر البرلمان الأوكراني قانونًا يحظر استخدام الرموز النازية والشيوعية في أوكرانيا . استخدام هذه الرموز محظور ويعاقب عليه بالسجن.

## روابط خارجية
- "Holocaust Denial Laws and Other Legislation Criminalizing Promotion of Nazism" (PDF). International Institute for Holocaust Studies. مؤرشف من الأصل (PDF) في 2006-12-30. اطلع عليه بتاريخ 2009-06-24.
- "Combating the resurrection of nazi ideology". Council of Europe Parliamentary Assembly. مؤرشف من الأصل في 2012-03-16. اطلع عليه بتاريخ 2009-06-24.